# JYP
JYP (uitgesproken als "Juup") is een Finse ijshockeyclub die uitkomt in de SM-liiga. Hun thuisbasis is de Synergia-areena in Jyväskylä.

## Geschiedenis
JYP werd opgericht in 1977 onder de naam JyP HT. Hiervoor waren ze de ijshockeyafdeling van Jyväskylän Palloilijat. De volledige naam van de club is JYP Jyväskylä Oy. JYP heeft de Finse competitie tweemaal gewonnen, namelijk in 2009, toen ze met 4-0 tegen Kärpät wonnen, en in 2012, met een 1-4-overwinning tegen Pelicans.
Vanaf september 2010 heeft JYP een akkoord met NHL-club de Boston Bruins, om transfers en training te vergemakkelijken.

## Huidige spelers

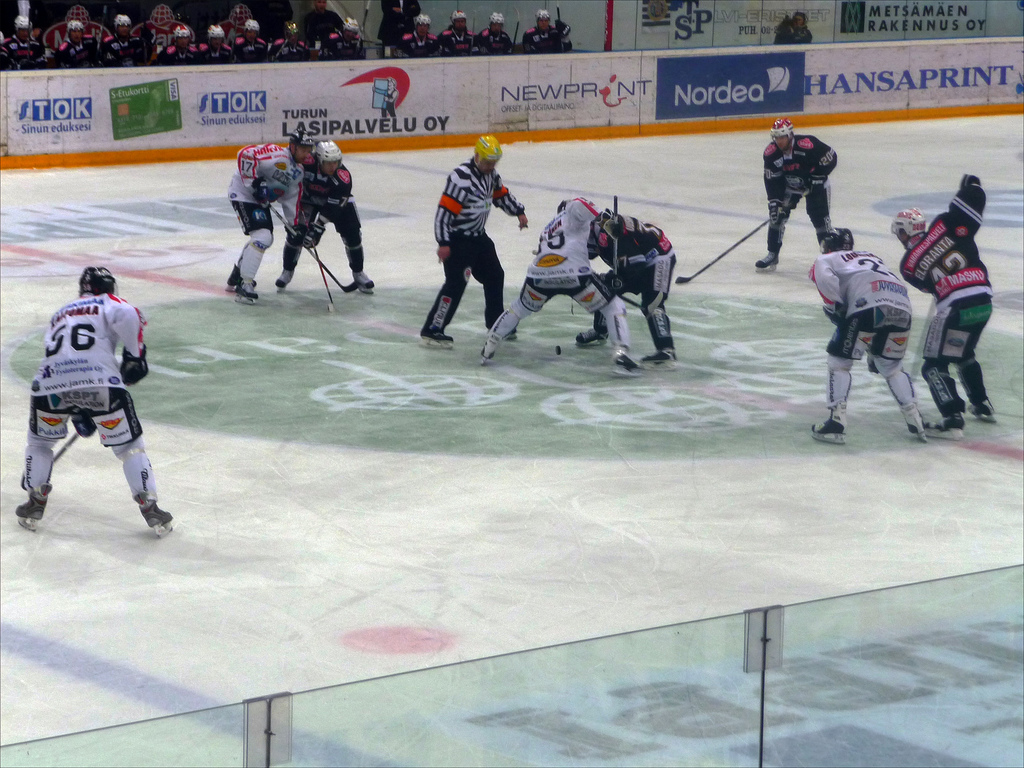
Een wedstrijd tussen TPS en JYP

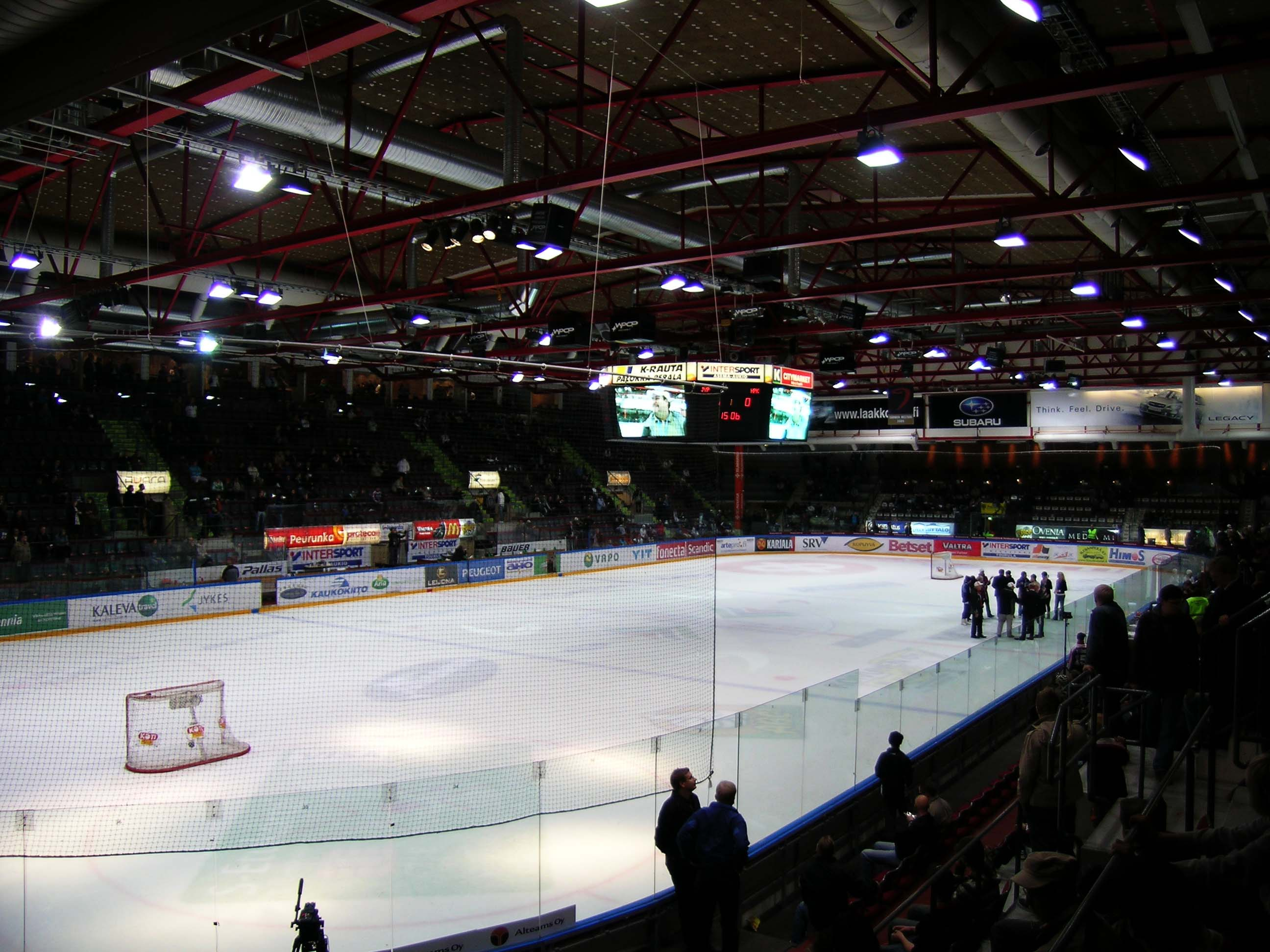
De Synergia-areena

| Doelverdedigers | Doelverdedigers | Doelverdedigers | Doelverdedigers | Doelverdedigers | Doelverdedigers   | Doelverdedigers |
| Nummer          | Nationaliteit   | Speler          | Vangt met       | Contract tot    | Geboorteplaats    |                 |
| --------------- | --------------- | --------------- | --------------- | --------------- | ----------------- | --------------- |
| 18              | FIN             | Pekka Tuokkola  | L               | 2013            | Alavus, Finland   |                 |
| 32              | FIN             | Joni Myllykoski | L               | 2012            | Tornio, Finland   |                 |
| 35              | FIN             | Jarno Laitinen  | L               | 2011            | Pirkkala, Finland |                 |

| Verdedigers | Verdedigers   | Verdedigers     | Verdedigers | Verdedigers  | Verdedigers         | Verdedigers |
| Nummer      | Nationaliteit | Speler          | Schiet met  | Contract tot | Geboorteplaats      |             |
| ----------- | ------------- | --------------- | ----------- | ------------ | ------------------- | ----------- |
| 3           | FIN           | Antti Jaatinen  | L           | 2011         | Mäntyharju, Finland |             |
| 5           | FIN           | Mikko Viitanen  | L           | 2011         | Nurmijärvi, Finland |             |
| 6           | FIN           | Kalle Koskinen  | L           | 2011         | Jyväskylä, Finland  |             |
| 9           | FIN           | Jyrki Välivaara | L           | 2013         | Jyväskylä, Finland  |             |
| 44          | FIN           | Sami Vatanen    | R           | 2012         | Jyväskylä, Finland  |             |
| 56          | FIN           | Kalle Kaijomaa  | L           | 2011         | Joensuu, Finland    |             |
| 64          | FIN           | Olli Malmivaara | L           | 2012         | Kajaani, Finland    |             |

| Aanvallers | Aanvallers    | Aanvallers         | Aanvallers | Aanvallers | Aanvallers   | Aanvallers            |
| Nummer     | Nationaliteit | Speler             | Schiet met | Positie    | Contract tot | Geboorteplaats        |
| ---------- | ------------- | ------------------ | ---------- | ---------- | ------------ | --------------------- |
| 12         | FIN           | Jani Tuppurainen   | L          | A          | 2011         | Muhos, Finland        |
| 13         | FIN           | Filip Riska        | L          | M          | 2012         | Jakobstad, Finland    |
| 14         | FIN           | Pekka Jormakka     | R          | A          | 2011 (2012)  | Jyväskylä, Finland    |
| 12         | CAN           | Éric Perrin        | L          | M/A        | 2011         | Laval, Canada         |
| 15         | FIN           | Juha-Pekka Hytönen | L          | M          | 2011 (2013)  | Jyväskylä, Finland    |
| 17         | FIN           | Jari Jääskeläinen  | L          | A          | 2011         | Jyväskylä, Finland    |
| 21         | FIN           | Jasse Ikonen       | L          | M          | 2011 (2012)  | Kuopio, Finland       |
| 23         | FIN           | Ossi Louhivaara    | R          | A          | 2012         | Kotka, Finland        |
| 28         | FIN           | Miika Lahti        | L          | M          | 2012         | Konnevesi, Finland    |
| 29         | FIN           | Jonne Virtanen     | L          | A          | 2011         | Turku, Finland        |
| 31         | FIN           | Markus Poukkula    | L          | A          | 2012         | Raahe, Finland        |
| 39         | FIN           | Olli Sipiläinen    | L          | A          | 2011         | Lappeenranta, Finland |
| 41         | FIN           | Antti Pihlström    | L          | A          | 2011         | Vantaa, Finland       |
| 42         | FIN           | Antti Virtanen     | R          | A          | 2011         | Turku, Finland        |
| 79         | FIN           | Vili Sopanen       | R          | A          | 2012         | Valkeala, Finland     |
| 82         | FIN           | Harri Pesonen      | L          | A          | (2011)       | Muurame, Finland      |
| 85         | FIN           | Jussi Makkonen     | L          | M          | 2011         | Turku, Finland        |